# 包科尼沙格
包科尼沙格（匈牙利語：Bakonyság）是匈牙利维斯普雷姆州所辖的一个村，与帕波相距约22公里，总面积8.56平方公里，总人口53，人口密度6.2人/平方公里（2010年1月1日）。